# Dar-e Qandeshtan
Dar-e Qandeshtan (persiska: در قندشتن) är en ort i Iran.   Den ligger i provinsen Khorasan, i den nordöstra delen av landet, 700 km öster om huvudstaden Teheran. Dar-e Qandeshtan ligger 1 423 meter över havet och antalet invånare är 817.
Terrängen runt Dar-e Qandeshtan är platt norrut, men söderut är den kuperad.Runt Dar-e Qandeshtan är det ganska glesbefolkat, med 25 invånare per kvadratkilometer. Närmaste större samhälle är Torbat-e Ḩeydarīyeh, 5,1 km sydost om Dar-e Qandeshtan. Runt Dar-e Qandeshtan är det i huvudsak tätbebyggt.